# アサエリ・サミソニ
アサエリ・サミソニ（Asaeri Samisoni、1998年4月6日 - ）は、トンガ出身のラグビーユニオン選手。2024年現在ジャパンラグビーリーグワンに参戦する浦安D-Rocksに所属している。

## プロフィール
- トンガ出身[2]。
- ポジションはフッカー (HO)。
- 身長: 181 cm、体重: 115 kg
- ニックネームはケロ、サム。

## 略歴
2017年、目黒学院高校卒業後、日本大学に入る。
2020年、日本大学ラグビー部のFWリーダーに就任。
2021年、日本大学卒業後、東芝ブレイブルーパス (現・東芝ブレイブルーパス東京)に加入。
2022年6月3日、東芝ブレイブルーパス東京を退団、同年7月26日、浦安D-Rocksに加入する事が発表された。
2023年12月16日に行われたJAPAN RUGBY LEAGUE ONE第2節九州電力キューデンヴォルテクス戦にて途中出場でリーグワン公式戦初出場を果たした。